# Tadorna variegata
Tadorna variegata là một loài dã cầm thuộc họ Vịt, chân có màng, mỏ dẹp nhưng thân lớn hơn loài vịt, hình dạng như ngỗng. Đây là một giống đặc hữu của New Zealand.

## Lịch sử
Thổ dân Maori gọi giống chim này là putangitangi, xưa khá hiếm nhưng khi người châu Âu sang lập nghiệp ở New Zealand, phá rừng khai hoang, tạo ra nhiều cánh đồng cỏ thì số chim này tăng đáng kể. Khoa học biết đến giống chim này kể từ năm 1773 nhân chuyến đi thứ nhì của James Cook khi ông ghé New Zealand.

## Hình dạng và tập tính
Loài dã cầm này trông giống như một con vịt lớn, sống thành cặp trống mái trừ khi thời kỳ thay lông từ tháng 12 đến tháng 2 thì tụ tập thành đàn. Chim trống đầu màu đen lánh, ngả màu lục. Thân chim màu xám có rằn đen. Lông dưới bụng màu dà còn lông cánh trên màu cam. Chim mái đầu màu trắng còn thân màu nâu cam tươi.
Chúng ăn rau cỏ, có khi phá hoại mùa màng khi tìm ăn ngũ cỗc.
Chim bắt đầu sanh nở khoảng hai tuổi, kết cặp trọn đời, hết năm này sang năm khác đều trở lại một khu vực làm tổ. Nếu một con chết đi thì con kia mới bắt cặp khác nhưng giữ nguyên khu vực.
Tổ chim làm ngay trên mặt đất nhưng giấu kín trong lùm bụi hốc cây. Thỉnh thoảng chúng làm tổ trên cây, cách mặt đất khoảng 5-7 mét. Tổ làm bằng cỏ đệm lông tơ mà chúng tự vặt từ bản thân. Khi chim con nở thì cặp chim cha mẹ có khi dùng mánh giả bị thương gãy cánh để nhử và đánh lạc hướng con thú săn mồi.
Chim con lông màu nâu pha trắng, riêng giống mái thì có thêm vết trắng ở gần mắt và cuối mỏ. Khoảng tám tuần thì chúng thay lông.